# Cymothoe aramis
Cymothoe aramis är en fjärilsart som beskrevs av William Chapman Hewitson 1865. Cymothoe aramis ingår i släktet Cymothoe och familjen praktfjärilar. Inga underarter finns listade i Catalogue of Life.

## Bildgalleri

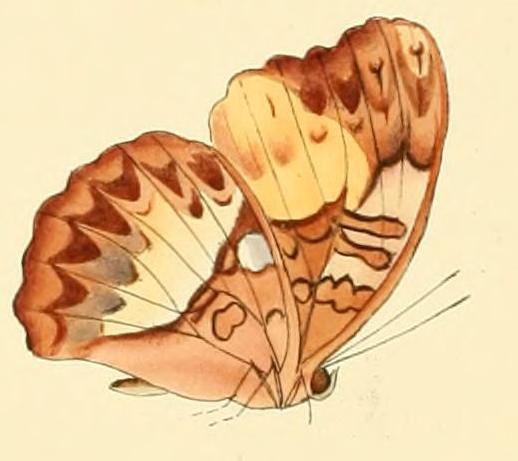